# ماریا اشتفان
ماریا اشتفان (انگلیسی: Maria Ștefan؛ زادهٔ ۱۶ فوریه ۱۹۵۴) قایقران کانو اهل رومانی بود.
وی در مسابقات کشوری و بین‌المللی در مجموع برندهٔ ۱ مدال طلا، ۳ مدال برنز شده‌است.